# ŽRK Senia Senj
Ženski rukometni klub Senia osnovan je u sklopu Rukometnog kluba "Senj", a djeluje samostalno od 4. listopada 2003.
Prvi predsjednik ŽRK Senia bio je Miroslav Prpić, a 2008. godine naslijedio ga je Siniša Orlić.
Trenerica seniorki je Milica Dorić.

## Vanjske poveznice
Stranica kluba  Arhivirana inačica izvorne stranice od 12. travnja 2016. (Wayback Machine)